# لوسی واینرایت روشه
لوسی وین رایت روش (متولد ۱۶ دسامبر ۱۹۸۱) یک خواننده و ترانه‌سرای آمریکایی است. او اولین آلبوم خود را با نام لوسی در اکتبر ۲۰۱۰ منتشر کرد. در سال ۲۰۱۳، او در نقش جری در برنامه تلویزیونی مطالبی که باید بدانید بازی کرد.
لوسی وین رایت روش دختر خواننده و آهنگساز لودون وین رایت سوم، برنده جایزه گرمی، و سوزی روشه است که به همراه خواهرانش (خاله‌های لوسی) مگی و تره روش، گروه آواز روچس را تشکیل دادند

## آهنگ‌شناسی

### آلبوم‌های استودیویی
- لوسی (۲۰۱۰)
- برای همه چیز آخرین زمان وجود دارد (۲۰۱۳)
- افسانه و اسطوره (۲۰۱۳) با سوزی روش[۴]
- آهنگ‌ها در تاریکی (۲۰۱۵)، در نقش خواهران وین رایت[۵][۶]
- گل و سیب (۲۰۱۶) با سوزی روش[۷]
- هیولای کوچک (2018)[۸]
- من هنوز می‌توانم تو را بشنوم (۲۰۲۰) با سوزی روش

### آلبوم‌های چند آهنگه
- ۸ آهنگ (2007)[۹]
- ۸ بیشتر (2008)[۹]
- با لوسی واینرایت روشه در لایم زندگی کنید (۲۰۰۸، دانلود دیجیتال)